# Prinzendorf (Herrschaft)
Die Herrschaft Prinzendorf war eine Grundherrschaft im Viertel unter dem Manhartsberg im Erzherzogtum Österreich unter der Enns, dem heutigen Niederösterreich.

## Ausdehnung
Die Herrschaft umfasste zuletzt die Ortsobrigkeit über Prinzendorf, Ebersdorf an der Zaya, Maustrenk, Götzendorf, Hörersdorf, Kleinharras, Pyrawarth, Bogenneusiedl und Wilhelmsdorf. Der Sitz der Verwaltung befand sich im Schloss Prinzendorf. 

## Geschichte
Der letzter Inhaber der Stiftsherrschaft war Wilhelm Ludwig Sedlaczek in seiner Funktion als Propst des Stifts Klosterneuburg. Durch die Reformen 1848/1849 wurde die Herrschaft aufgelöst.